# Невена Василева
Невена Василева е българска журналистка от Нова телевизия, водеща на „Новините на NOVA“. Преди това е била е репортер, водещ и редактор в няколко телевизии – „Евроком“, ББТ, телевизия „Европа“, RE:TV и TV+.

## Биография
Родена е на 19 април. През 1998 г. започва работа като репортерка и водеща в сутрешния блок на НКТ „Евроком“, а по-късно и в ББТ. Няколко години работи и в телевизия „Европа“, където отразява атентата срещу българската военна база в Кербала през 2003 г. и смъртта на Йоан Павел II през 2005 г. Продължава професионалното си развитие в RE:TV и TV+, където води сутрешен блок, продуцент е на новини и водещ на централни емисии. През 2012 г. става част от екипа на Нова телевизия и водеща в „Новините на NOVA“.